# Vlastimil Podracký
Vlastimil Podracký (* 5. září 1940 Praha) je český spisovatel, konzervativní myslitel, a publicista.
Vlastimil Podracký je synem československého legionáře, který byl komunistickým režimem odsouzen v roce 1949 na 23 let vězení a v roce 1960 omilostněn. V šedesátých letech vystudoval Vlastimil Podracký dálkově obor měřicí technika na VUT v Brně. V roce 1968 a od roku 1990 byl členem Klubu angažovaných nestraníků, v roce 2005 se stal členem Konzervativní strany a později i členem jejího předsednictva (jedno volební období).
Své články a komentáře publikuje zejména na stránkách: Neviditelný pes, svobodné universum, České národní listy, Česká pozice, Nový polygon, Svobodný svět, Pravý prostor a řady dezinformačních webů. Má též blog na webových stránkách iDnesin. Vytvořil teorii Nadčasového humanismu viz web nadcasovy-humanismus.cz / timeless-humanism.com

## Knihy
- Pozor na tunelování!: Jak se tunelovalo a tuneluje a co proti tomu dělat (Votobia, 2001)
- Občanská obroda, konzervativní pohled na problémy současného světa (Votobia, 2003)
- Návrat k domovu: manifest tradicionalizmu (Votobia, 2004) dvě vydání
- Svoboda a řád v angažovaném konzervatizmu (Národní myšlenka, 2006)
- Hrdinům se neděkuje: příběh Vladimíra Hučína (Marek Belza, 2006)
- Žluté nebezpečí, pravdivá zpráva o stavu Evropy (Marek Belza, 2007)
- Poslední člověk a jeho přátelé (Marek Belza, 2008)
- Sodoma a Gomora, poselství zaniklého světa (Marek Belza, 2009)
- Temná komora (spoluautor Josef Koudelka, Primus, 2009)
- Nadčasový humanismus (Marek Belza, 2010) dvě vydání
- Konzervatismus pro třetí tisíciletí (Centrum české historie 2019)